# Gesellschaft für Musiktheorie
Die Gesellschaft für Musiktheorie (GMTH) ist ein 2000 in Berlin gegründeter gemeinnütziger Verein zur Vertretung einer deutschsprachigen Musiktheorie in Lehre, Studium, künstlerischer Praxis und Forschung.

## Struktur
Die Gesellschaft für Musiktheorie (GMTH) versteht sich als Interessenverband der deutschsprachigen Musiktheorie. Die GMTH dient als Forum dem Austausch, sie fördert das Fach Musiktheorie als künstlerisch-wissenschaftlich-pädagogische Hochschuldisziplin und pflegt den Dialog mit den Nachbardisziplinen (Musikpädagogik, Komposition, Improvisation, Musikästhetik, Musikpsychologie und anderen Teildisziplinen der Musikwissenschaft).
Derzeit gehören der GMTH ca. 600 Mitglieder an. Die meisten Mitglieder stammen aus Deutschland, Österreich und der Schweiz, die übrigen vor allem aus dem benachbarten europäischen Ausland, aus den USA und aus Kanada. Auch verschiedene (Forschungs-)Institute sind Mitglied der Gesellschaft. Der Austausch mit den europäischen Schwestergesellschaften wird gepflegt.
Die GMTH veranstaltet jährlich einen Kongress, gibt die drei- oder zweimal jährlich erscheinende Online-Zeitschrift Zeitschrift der Gesellschaft für Musiktheorie (ZGMTH) heraus, die über Jahresbände bis 2017 auch gedruckt erhältlich war (Olms-Verlag). Die ZGMTH ist thematisch auf Fragen der Musiktheorie als Disziplin im Zwischenbereich von Komposition, Improvisation, Musikwissenschaft und Musikpädagogik spezialisiert. Darüber hinaus wurde eine Proceedings-Reihe gegründet, die in erster Linie der Veröffentlichung von Kongressberichten dient. Für beide Zeitschriften wurde ein Peer-Review-Verfahren zur Sicherung der Qualität eingereichter Beiträge implementiert. Die GMTH fördert Publikationen sowie künstlerisch-wissenschaftliche Projekte und vergibt Stipendien. Seit 2010 wird jährlich ein Aufsatz-Wettbewerb durchgeführt, der den Nachwuchs im Fach Musiktheorie durch Beteiligung an einem schriftlichen Diskurs fördert. Dieser Wettbewerb wird seit 2012 durch einen künstlerischen Wettbewerb flankiert.
Präsidenten der GMTH waren Michael Polth (ab 2000), Stefan Rohringer (ab 2004), Johannes Menke (ab 2008), Gesine Schröder (ab 2012), Immanuel Ott (ab 2016) und Florian Edler (ab 2020). Seit 2024 ist Hans Aerts ihr Präsident.

## Jahreskongresse
- 2024: Cottbus – Musiktheorie im Wandel
- 2023: Freiburg – Musiktheorie & Künstlerische Forschung
- 2022: Salzburg – Modelle
- 2021: Basel – Tonsysteme und Stimmungen
- 2020: Detmold – Musik verstehen!
- 2019: Zürich – Notation. Schnittstelle zwischen Komposition, Interpretation und Analyse
- 2018: Bremen – Kontrapunkt
- 2017: Graz – Populäre Musik und ihre Theorien. Begegnungen – Perspektivwechsel – Transfers, gemeinsam mit der Gesellschaft für Popularmusikforschung (GfPM)
- 2016: Hannover – ›Klang‹: Wundertüte oder Stiefkind der Musiktheorie
- 2015: Berlin – Gegliederte Zeit
- 2014: Genf – Das Andere in der Musiktheorie. Adjustierung und Kontingenz
- 2013: Rostock – Musiktheorie und Ästhetik
- 2012: Essen – Musiktheorie und Komposition
- 2011: Bern – Musiktheorie im 19. Jahrhundert
- 2010: Würzburg – Kreativität – Struktur und Emotion, gemeinsame Jahrestagung mit der Deutschen Gesellschaft für Musikpsychologie (DGM)
- 2009: Mainz – Musiktheorie und Improvisation
- 2008: Graz – Musiktheorie als interdisziplinäres Fach
- 2007: Freiburg – Interpretation, gleichzeitig 6th European Music Analysis Conference
- 2006: Weimar – Musiktheorie und Vermittlung
- 2005: Hamburg – Musiktheorie im Kontext
- 2004: Köln – Was fehlt? Desiderate und Defizite musiktheoretischer Forschung und Lehre
- 2003: Basel – Theoriebildung an ihren Grenzen: Neue und Alte Musik
- 2002: München – Musiktheorie: Begriff und Praxis
- 2001: Dresden – Musiktheorie zwischen Historie und Systematik

## Fachbereiche
- Allgemeine Musiklehre
- Formenlehre
- Gehörbildung
- Geschichte der Musiktheorie
- Harmonielehre
- Historische Satzlehre
- Instrumentation
- Kontrapunkt
- Musikalische Analyse